# 短途旅行
《短途旅行》是一款由加拿大独立游戏制作人adamgryu制作并发行在Windows、macOS、Linux和任天堂Switch上的冒险游戏。游戏的电脑版本于2019年7月发售，任天堂Switch版本于2020年8月发售。
在游戏中，玩家将扮演一只叫克莱尔（Claire）的小鸟，去往梅阿姨所工作的鹰峰公园游玩，但是为了能获得手机信号而必须要爬上岛屿最高处——鹰峰（Hawk Peak）。游戏采用低多边形像素化的三维模型风格，而地图制作使用到了Unity游戏引擎。游戏在发售后获得了好评。
并且获得了2020年第22届独立游戏节的最高奖“谢默斯·麦克纳利大奖”。